# Lisa Hepfner
Lisa Hepfner, née en 1970 ou 1971 en Nouvelle-Écosse, est une journaliste et femme politique canadienne. Elle représente la circonscription de Hamilton Mountain à la Chambre des communes du Canada depuis 2021 sous la bannière du Parti libéral du Canada.

## Biographie
Née en 1970 ou 1971 en Nouvelle-Écosse, Lisa Hepfner grandit à Dartmouth en Nouvelle-Écosse, puis à Calgary en Alberta. Elle détient un baccalauréat ès arts en sciences politiques de l'Université de Calgary, un baccalauréat en journalisme de l'Université Ryerson et d'une maîtrise de l'Université McMaster.
De 2001 à 2021, elle travaille comme journaliste, notamment en tant que journaliste de nouvelles télévisées pour la chaîne CHCH-DT.
Elle se présente comme candidate du Parti libéral du Canada dans la circonscription de Hamilton Mountain lors des élections fédérales de septembre 2021. Elle remporte le scrutin avec une majorité de 842 voix sur le candidat néo-démocrate Malcolm Allen. Elle est réélue en 2025.